# Quetzdölsdorf
Quetzdölsdorf is een plaats en voormalige gemeente in de Duitse deelstaat Saksen-Anhalt, en maakt deel uit van de Landkreis Anhalt-Bitterfeld.
Quetzdölsdorf telt 493 inwoners.